# Kościół Engelbrekta w Sztokholmie
Kościół Engelbrekta w Sztokholmie (szw. Engelbrektskyrkan) – kościół parafialny kościół parafialny Kościoła Szwecji (wyznania ewangelicko-luterańskiego) w parafii pod tym samym wezwaniem. Jest położony przy ul Östermalmsgatan 20, na skalistym wzgórzu Kvarnberget w sztokholmskiej dzielnicy Östermalm, w miejscu, które nosi zwyczajową nazwę Lärkstaden. Kościół został zaprojektowany przez jednego z czołowych przedstawicieli szwedzkiej secesji Larsa Israela Wahlmana.
Kościół ma status zabytku sakralnego według rozdz. 4 Kulturminneslagen (pol. Prawo o pamiątkach kultury) ponieważ został wzniesiony do końca 1939 (3 §).
Kościół nosi wezwanie szwedzkiego bohatera narodowego, Engelbrekta.

## Historia
Z powodu szybkiego wzrostu ludności w dzielnicy Östermalm w XIX w. nastąpił w 1906 podział dotychczasowej parafii Jadwigi Eleonory na trzy mniejsze; nowe parafie jakie powstały w wyniku tego podziału to: parafia Oskara i parafia Engelbrekta; ta ostatnia już w 1904 otrzymała działkę budowlaną pod nowy kościół.

### Krótka chronologia
- 1905-1906 – odbył się konkurs architektoniczny na projekt nowego kościoła. Wygrał go Lars Israel Wahlman.
- 1909 – był gotowy pierwszy kościół parafii Engelbrekta, Hjorthagens kyrka.
- 1910-1914 – wzniesiono kościół Engelbrekta.
- 1914 – 25 stycznia odbyła się w obecności króla Gustawa V uroczysta konsekracja kościoła.
- 1921 – chór kościoła otrzymał reliefy według projektu T. Strindberga.
- 1926-1929 – zbudowano emporę organową według projektu Wahlmana.
- 1952 – odnowiono freski nad portalem głównym a w 1956 odnowiono fasadę kościoła.
- 1958-1961 – wybudowano kolumbarium według projektu Åke Tengelina.
- 1960-1964 – firma Grönlund dokonała renowacji organów.
- 1965-1968 – miały miejsce renowacje dachu, wieży i fasady kościoła jak również zakrystii i kaplicy cmentarnej.
- 1992-1993 – miała miejsce kompleksowa renowacja i modernizacja kościoła włącznie z jego wyposażeniem.
- 2003-2004 – zmodernizowano zewnętrzne oświetlenie.

## Architektura

### Położenie
Ponieważ kościół jest położony na wysokim, skalistym, ponad 20-metrowym wzgórzu, zadbano o odpowiedni wystrój całego terenu, aby komponował się on z bryłą kościoła w jedną architektoniczną całość. Od południa i wschodu urządzono kwietne tarasy i wybudowano kilka monumentalnych granitowych schodów prowadzących z różnych stron do położonego na samym szczycie wzgórza kościoła, który sprawia wrażenie, jakby wyrastał ze skał. Bryła kościoła komponuje się zresztą doskonale z najbliższą, powstałą w tym samym czasie zabudową mieszkaniową, składającą się z niewysokich domów czynszowych, wzniesionych, podobnie jak kościół, z cegieł i krytych ciemnoczerwoną dachówką. Architektura dzielnicy nawiązuje do wzorów austriackich.

### Wygląd zewnętrzny
Styl kościoła przedstawia mieszankę secesji, narodowego, szwedzkiego romantyzmu z domieszką stylu bizantyjskiego. Jest spokrewniony stylistycznie z powstałym w tym samym czasie Kościołem Objawienia w Saltsjöbaden.
Kościół Engelbrekta uważany jest za najwybitniejsze dzieło Wahlmana, który zaprojektował również większość jego wyposażenia wewnętrznego, jak ołtarz, chrzcielnicę czy naczynia liturgiczne. Kościół jest budowlą jednonawową, z niższym transeptem, wzniesioną na planie wydłużonego krzyża greckiego, ze smukłą, monumentalną wieżą od południowego wschodu. Wieża wznosi się na wysokość 73 m, licząc od jej podstawy na wzgórzu; natomiast łącznie ze wzgórzem ma wysokość ponad 90 metrów, co jeszcze bardziej podkreśla malowniczość całego założenia architektonicznego. Po południowej stronie wieży znajduje się główny portal wejściowy. Po stronie północnej istnieje drugie wejście, nieco mniejsze ale częściej używane. Granitowe mury wokół kościoła są ręcznie kute i zdobione bogatą ornamentyką.

### Wystrój wewnętrzny

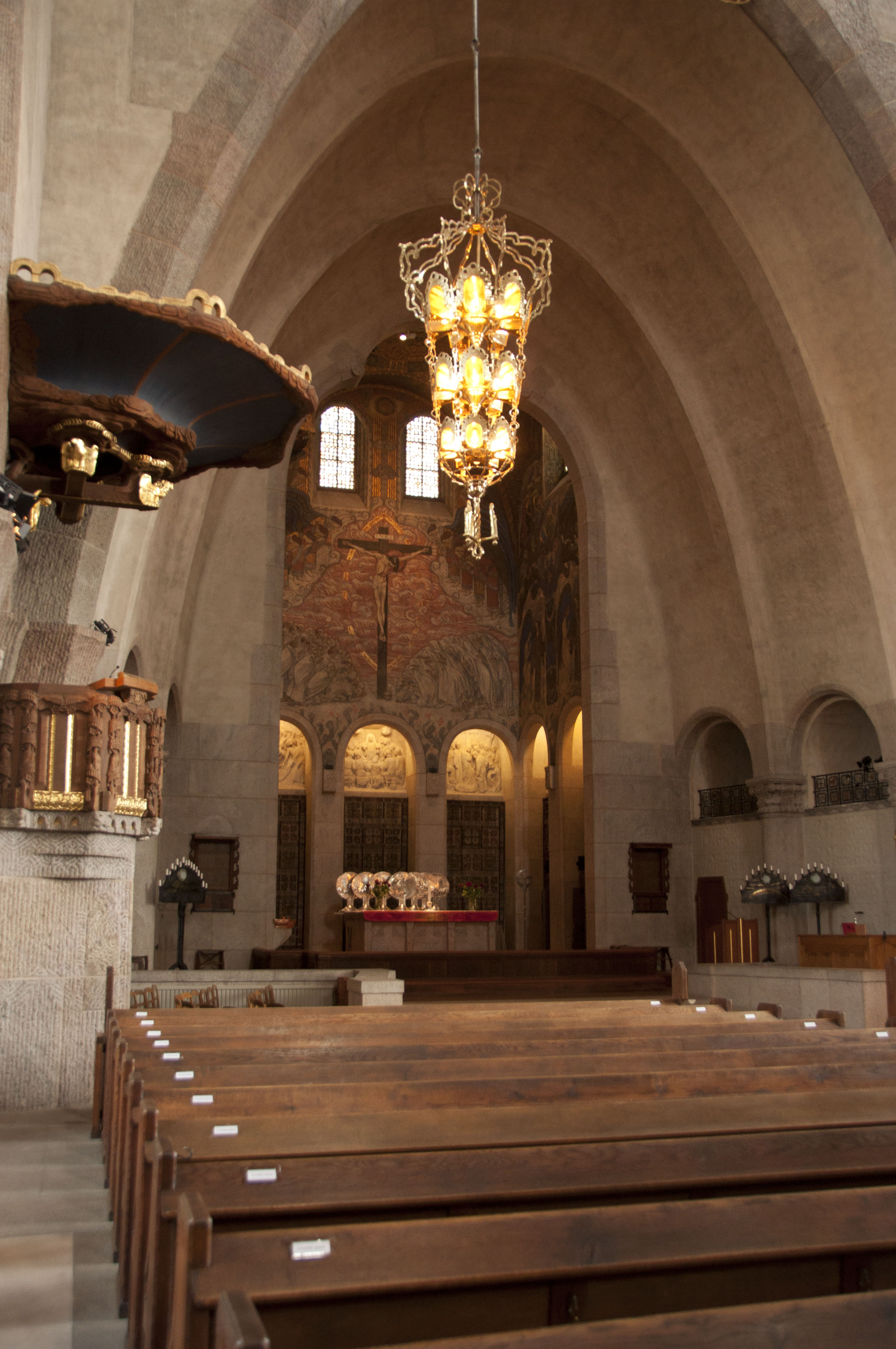
Wnętrze – widok na ołtarz

Prosty przedsionek prowadzi do wnętrza. Nawa kościelna mierzy 32 m wysokości i jest najwyższa w całej Skandynawii. Sklepienie kościoła, będące rodzajem wydłużonego sklepienia kolebkowego, jest wykonane z drewna, lekko załamane i pomalowane na czerwono i niebiesko, z dekoracyjnymi, złoconymi detalami. Sklepienie opiera się na zbiegających się u góry ośmiu granitowych, parabolicznych łukach, które z kolei wspierają się na ośmiu granitowych filarach. Takie śmiałe rozwiązanie architektoniczne sprawia, iż w kościele częściowo zaciera się sztywny podział na ściany i sklepienie. Na filarach widnieją cytaty z ośmiu błogosławieństw z Kazania na górze, bowiem z nich właśnie czerpał Wahlman inspirację do budowy świątyni. Stąd wielu nazywa kościół Engelbrekta ”kościołem na górze” (szw. "Bergskyrkan").
W prezbiterium znajdują się monumentalne malowidła Olle Hjortzberga (1872-1959). sztukaterie w prezbiterium oraz nad głównym wejściem opracował rzeźbiarz Tore Strindberg (1882-1968), polichromia natomiast jest dziełem Filipa Månssona. Na północ od prezbiterium znajduje się zakrystia.
Kościół pomieścić może ok. 1400 osób; dla mniejszych uroczystości używa się kaplicy chrzcielnej, położonej po stronie południowej. Kaplice te wzniósł Lars Olof Torstensson w związku z renowacją kościoła, przeprowadzoną w latach 1992-1993.

#### Ołtarz
Potężny kamienny ołtarz jest dziełem Wahlmana. Jego cokół jest wykuty z granitu. Ozdobę ołtarza stanowi siedem srebrnych tarcz, przedstawiających chmury na niebie.

#### Kaplica chrzcielna
Po południowej stronie kościoła jest kaplica chrzcielna, której ściany ozdobił Olle Hjortzberg.

#### Organy
Ogromna empora organowa może pomieścić, w razie potrzeby, duży zespół wykonawczy, składający się z chórów i muzyków. Organy w kościele Engelbrekta, opus magnum firmy Grönlund, mają 86 głosów i 6212 piszczałek i należą do największych w Sztokholmie.